# Orlando Muniz
Francisco Orlando Costa Muniz (Eirunepé, 1959), mais conhecido como Orlando Muniz, é um advogado e político brasileiro.
Graduou-se na Universidade Federal do Maranhão. Durante o governo de Epitácio Cafeteira no Maranhão, foi diretor-presidente do Instituto de Colonização e Terras do Maranhão (ITERMA).
No segundo governo Fernando Henrique Cardoso, foi presidente do Instituto Nacional de Colonização e Reforma Agrária (INCRA), de 29 de março de 2000 a 2 de março de 2001, secretário de Reforma Agrária do Ministério do Desenvolvimento Agrário empossado em 2 de março de 2001, ministro interino do Desenvolvimento Agrário, secretário-executivo do Ministério e integrante da equipe de transição do governo federal em 2002. Em fevereiro de 2003, assumiu a Gerência de Estado de Articulação Institucional do Governo do Maranhão no Distrito Federal, empossado pelo governador José Reinaldo Tavares.
Dentro da Advocacia Geral da União, em Brasília, ocupa atualmente a função de procurador federal. Também foi Diretor da Câmara de Conciliação e Arbitragem da Administração Federal da AGU.
É autor de A Revolta dos Anjos (2023), O Pacto dos Velhos Marginais - O fracasso do nazismo tropical (2022), Máscara das Palavras, contos romanceados (2009) e Armazém Brasil, crônicas (2005).